# Mobene
Die Mobene GmbH & Co. KG ist ein deutsches Handelsunternehmen für Heizöl, Kraftstoffe und Schmierstoffe mit Sitz in Hamburg und Verwaltungssitz in Essen. Gegründet wurde es am 1. Januar 2011 als Joint Venture der BP Europa SE und der Oktan Mineraloel-Vertrieb GmbH (Hamburg).

## Geschichte
Die Ursprünge des Unternehmens gehen zurück auf die 1950er Jahre. Damals entschied sich das Unternehmen Raab Karcher dazu, Heizöl in sein Verkaufsprogramm aufzunehmen. In den folgenden Jahren wurde der Unternehmensbereich Mineralölvertrieb mehrfach umstrukturiert. Aus dem Raab Karcher Mineralölhandel wurde der Veba Oel Vertrieb, daraus der Veba Wärmeservice, danach der Aral Wärme Service und schließlich ab 2004 der Aws Wärme Service. Der Aws Wärme Service wurde am 1. Januar 2011 in die Mobene GmbH & Co. KG überführt, ein Joint Venture zwischen der BP Europa SE und Oktan Mineraloel-Vertrieb GmbH.

## Kennzahlen
2020 waren in der Mobene-Unternehmensgruppe mehr als 600 Mitarbeiter beschäftigt, dazu gehören auch die Tochter- und Beteiligungsgesellschaften sowie ein Versorgungsnetz aus Vertriebspartnern, Agenturen, Spediteuren und Tankwagenfahrern. 
Mit über 30 Standorten ist das Unternehmen deutschlandweit vertreten und seit September 2014 auch in den Benelux-Ländern. Der Umsatz lag bei rund 2,5 Mrd. Euro.

## Produkte
Das Kerngeschäft der Mobene ist der Vertrieb von Heizöl (HEL) sowie der Verkauf von Diesel- und Otto-Kraftstoffen, AdBlue und Schmierstoffen.

## Organisation
Der Vertrieb erfolgt in Deutschland unter anderem durch 30 Vertriebsbüros.